# 歌川勝芳
歌川 勝芳（うたがわ かつよし、生没年不詳）とは、江戸時代の浮世絵師。

## 来歴
歌川国勝の門人。歌川の画姓を称し作画期は文政の頃とされる。文政11年（1828年）建立の豊国先生瘞筆之碑に、「国勝社中」として「勝芳」の名があるが、その他の経歴や作については不明。